# Einojuhani Rautavaara
  Einojuhani Rautavaara    (Hèlsinki, 9 d'octubre de 1928 - Hèlsinki, 27 de juliol de 2016) fou un compositor finlandès.
Va ser un dels compositors finlandesos més destacats del segle XX i la figura més reconeguda de la música contemporània del seu país. Nascut a Hèlsinki i orfe de pare des de ben jove, va estudiar a l’Acadèmia Sibelius i va rebre el suport del mateix Sibelius, que li va obrir les portes per formar-se a l’estranger. Va estudiar amb mestres com Aaron Copland i Roger Sessions als Estats Units, i es va familiaritzar amb l’avantguarda a Darmstadt i Colònia, on es va introduir en el serialisme.
Tot i aquestes influències modernistes, Rautavaara va acabar desenvolupant un llenguatge molt personal, líric i espiritual, que combinava elements romàntics, moderns i místics. La seva música destaca per una forta atmosfera poètica i una gran profunditat emocional. Algunes de les seves obres més conegudes són Cantus Arcticus (que incorpora enregistraments d’ocells àrtics), les vuit simfonies i diverses òperes com Kaivos, inicialment rebutjada per motius polítics però després emesa per televisió el 1963.
La seva trajectòria va deixar una empremta profunda tant a Finlàndia com a Europa, i va continuar componint fins poc abans de morir l’any 2016.

## Trajectòria

### Primers anys i estudis
Einojuhani Rautavaara va néixer a Hèlsinki el 9 d'octubre de 1928. Va passar la seva infantesa al districte de Kallio, un districte de classe treballadora de Hèlsinki. Allà, el seu pare, Eino Rautavaara, havia estat organista a l'església, mentre que la seva mare, Elsa, era metgessa i treballava amb els pobres. El seu pare també havia tingut una carrera destacada com a baríton, sent un dels membres fundadors de la Suomen Kansallisooppera (Òpera Nacional Finlandesa), tot i que en el moment en què va néixer Einojuhani ja havia abandonat la seva carrera com a cantant.
Tot i que el seu pare havia desenvolupat una carrera musical reeixida, no va animar el seu fill a ser músic, sent la seva mare qui el va animar a fer classes de piano, malgrat que mai va mostrar una inclinació especial per la música ni per practicar-la. De fet, el seu interès per la música no va arribar fins als anys quaranta, durant l'adolescència, en un moment en què el seu pare va morir primer (l'agost de 1939) i la seva mare després (l'abril de 1944). Després de la pèrdua dels seus pares, Einojuhani va ser adoptat per la seva tia materna, Hilja Teräskeli, que com la seva mare havia abandonat la seva infància estrictament religiosa i va estudiar medicina a Hèlsinki. En ser adoptat per la seva tia, va anar a Turku, on Hilja havia estat nomenat professor al departament d'oftalmologia de la seva universitat, i allà va descobrir les biografies dels grans compositors publicades per Sulho Ranta, que l'inspirarien a compondre les seves pròpies obres. als 17 anys.
Després que Einojuhani rebé classes de piano intermitents, sovint per obligació, en les quals sovint havia de començar de zero, als 17 anys les va reprendre, però aquesta vegada tenia moltes ganes d'aprendre. Per sort, la seva mestra va ser Astrid Joutseno, que va utilitzar un mètode liberal que li convenia. Més tard començaria els seus estudis de musicologia a la Universitat de Hèlsinki, llicenciant-se en filosofia a aquesta universitat el 1953.

### Estudis
El 1948 va ser admès a l'Acadèmia Sibelius, on va estudiar composició amb Aarre Merikanto, tot i que al principi la seva intenció era estudiar amb Selim Palmgren, però veient els seus intents d'obres primerenques, va considerar que el que necessitava el jove Rautavaara era aprendre rudiments. d'harmonia Després de la mort de Palmgren el 1951, Merikanto va ser nomenat el seu successor com a professor de composició a la institució, Rautavaara va ser immediatament admès com a estudiant de composició. Com Joutseno, Merikanto el va animar a convertir-se en compositor. El 1952 va completar els seus estudis de composició a l'Acadèmia Sibelius.
L'any 1955, la Fundació Koussevitzky va concedir a Jean Sibelius una beca pel 90è aniversari per permetre que un jove compositor finlandès de la seva elecció estudiés als Estats Units. Sibelius va triar Rautavaara, que acabava de passar una temporada a Viena, que es va traslladar a Nova York per estudiar a la Juilliard School amb Vincent Persichetti entre 1955 i 1956, assistint també a classes a Tanglewood amb Roger Sessions i Aaron Copland l'estiu de 1955. De tots els seus professors als Estats Units, Rautavaara va destacar la figura de Persichetti, que aleshores escrivia el seu llibre Twentieth Century Harmony i que utilitzava els seus propis alumnes com a conillets d'índies per als exercicis del llibre. D'altra banda, Sessions va ser el primer a cridar l'atenció de Rautavaara sobre l'estructura general de l'obra i les relacions tonals (o almenys els centres tonals), cosa que cap dels seus professors havia fet abans, ni tan sols després del segon estiu que el compositor finlandès va passar a Tanglewood amb Copland. Aquest mateix any va cridar l'atenció internacional guanyant el Thor Johnson Composer's Competition de Cincinnati (Estats Units) amb el seu A Requiem in Our Time per a metalls i percussió. Rautavaara suposa que Sibelius es va fixar en ell en haver escoltat, potser per la ràdio, algunes de les seves composicions, almenys la seva composició d'inspiració folk Pelimannit i el seu primer quartet de corda, tot i que Sibelius devia ser ben conscient de l'èxit d'A Requiem in Our Time.

### Retorn a Europa

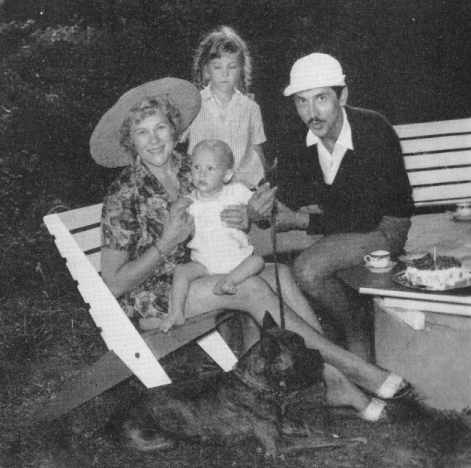
Fotografia familiar d'Einojuhani i Mariaheidi Rautavaara amb el seu fill Markojuhani a la falda

El 1957, de tornada a Europa, va continuar la seva formació a Ascona (Suïssa) amb Vladimir Vogel, i l'any següent a la Hochschule für Musik und Tanz, Colonia de Colònia amb Rudolf Petzold, mentre treballava com a professor no numèric a l'Acadèmia Sibelius (1957 -1959). Al país suís Rautavaara va treballar la tècnica del dodecafonisme i va aprendre a manejar tota l'estructura dramàtica de la seva música. Va ser en aquest moment quan Rautavaara va començar a escriure òperes, amb la composició de Kaivos l'any 1957, tot i que deixaria el gènere durant més de vint anys en favor de les composicions orquestrals, de cambra i vocals.
El febrer 1959 la professora de música i soprano Mariaeidi Suovanen el va trucar per acompanyar-la al 20è aniversari de la Fundació Cultural de Finlàndia, on actuaria com a solista a l'estrena de Genesis de Merikanto. Aquest seria l'inici de la relació entre el compositor i la cantant, amb qui es va casar aquell mateix any i amb qui va tenir dos fills. Tanmateix, el matrimoni va ser un desastre des del principi, tot i que va durar més de vint anys fins que es van divorciar el 1982. Paradoxalment, la discòrdia en la seva vida privada el va fer encara més creatiu, produint en aquesta època algunes de les seves obres més destacades com el seu primer Concert per a piano o el Concert per a contrabaix Angel of Dusk.

### Arribada de l'èxit internacional
Entre 1959 i 1961, Rautavaara va ser arxiver de la Helsingin kaupunginorkesteri, i quatre anys més tard va ser nomenat rector de l'Institut de Música de Käpylä (Hèlsinki), romanent en el càrrec fins al 1966. L'any 1966 va començar a impartir classes de composició a l'Acadèmia Sibelius fins a 1971, quan va ser nomenat professor en Arts per l'Estat. Aquell mateix any la Universitat d'Oulu li va encarregar d'escriure una cantata per a la cerimònia de graduació de l'any següent, però el cor que se suposava que havia d'interpretar-la no va poder, així que va decidir escriure una cantata diferent, substituint el cor per enregistraments d'ocells, creant Cantus Arcticus, un concert per a orquestra i ocells que alterna enregistraments de cant d'ocells amb extenses textures orquestrals per evocar les immenses extensions glaçades de l'⁣Àrtida que seria el seu primer èxit internacional.
El 1975 va ser admès a la Reial Acadèmia Finlandesa. L'any següent Rautavaara va tornar a la Sibelius-Akatemia en la que seria la seva segona i última etapa com a professor a la institució i que duraria 14 anys (1976-1990) en què va tenir com a alumnes Kalevi Aho, Magnus Lindberg, Olli Mustonen o Esa-Pekka Salonen. A principis dels anys vuitanta Rautavvara va tornar al gènere operístic amb la composició de tres òperes breus i l'òpera a gran escala Thomas (1982-85), però després d'això la seva producció operística i simfònica es va entrellaçar.
El 1984, dos anys després de separar-se de la seva primera dona, Einojuhani Rautavaara es va casar amb la cantant i pedagoga 29 anys més jove que ell Sinikka (Sini) Rautavaara (née Koivisto). L'any 1988 es va instal·lar a Hèlsinki, i des de 1990 es va dedicar exclusivament a la composició, havent rebut nombrosos premis i la seva música enregistrant-se amb freqüència. Va ser precisament als anys 90 quan una nova coincidència el va portar al camí de l'èxit internacional després de compondre la Simfonia núm. 7 per encàrrec de la Bloomington Symphony Orchestra (Estats Units). Rautavaara va decidir anomenar la seva nova simfonia Bloomington Symphony, però gairebé per casualitat, el director del segell discogràfic finlandès Ondine, Reijo Kiilunen, va saber que el compositor originalment l'anava a titular Angel of Light. Kiilunen sabia que aquest títol podia cridar més l'atenció, així que va convèncer Rautavaara perquè canviés el títol. Finalment, el primer enregistrament d'Àngel de la llum va anar precedit d'una extensa campanya publicitària que va contribuir a generar interès internacional per l'obra. Aquest treball va sorprendre a molts que creien que els compositors contemporanis havien crescut irremeiablement al marge de les necessitats emocionals del públic.

### Malaltia i darrers anys
El gener 2004, mentre gaudia del seu èxit a finals de la dècada de 1990 i principis dels 2000, va estar a punt de morir d'una dissecció aòrtica. Per sort, Sini era a casa i va poder trucar a una ambulància per portar-lo a un hospital, on va estar sis mesos, cinc d'ells a la unitat de cures intensives. Finalment, el compositor es va recuperar totalment, i va poder reprendre la seva activitat creativa. Rautavaara va morir el 2016 en un hospital d'⁣Hèlsinki, a causa de les complicacions patides després d'una operació de maluc.

## Simfonies
- Simfonia núm. 1
- Simfonia núm. 2
- Simfonia núm. 3
- Simfonia núm. 4
- Simfonia núm. 5
- Simfonia núm. 6
- Simfonia núm. 7
- Simfonia núm. 8